# 久保梓
久保 梓（くぼ あずさ）は、日本の女優である。東京都出身。2008年、インゴットエンタテイメントに所属。2014年からフリーとして活動。

## 人物・エピソード
事務所所属後、舞台を中心に活動し、最近はTVや映画、CMなどで活躍の場を広げている。最近の主な出演作はTBSドラマNEO「イロドリヒムラ第1話」（監督：堤幸彦、脚本：北川悦吏子、出演：日村勇紀（バナナマン）、剛力彩芽など）である。
趣味は舞台鑑賞、映画鑑賞、読書（ミステリー小説）、睡眠、細密画。特技は料理（肉詰めピーマン）、バドミントン。動物は全般的に好きだが、特に好きなのは猛獣、猛禽類である。

## 出演作品

### テレビ
- EX 「ガールズトーク〜十人のシスターたち〜」第20 - 21話 琴美役（2012年11月20日放送）
- TBS ドラマNEO「イロドリヒムラ」第1話　美容師役（2012年10月15日放送）
- NHK 「ドラクロワ」第8話 晶子役 （2012年6月8日放送）
- TBS「金曜日のスマたちへ」長谷部誠篇 OL役 （2011年6月10日、6月17日放送）

### 映画
- 「カイジ2 人生奪回ゲーム」（監督：佐藤東弥）

### 舞台
- TWIN-BEATプロデュース「アロマ」渡辺唯役（作・演出：西永貴文）2009年3月
- TWIN-BEATプロデュース「GOOD MAN」春日響子役（作・演出：宇治川まさなり）2009年4月
- くりびつてんぎょう「天国への扉」青山ゆかり役（作・演出：山岡博美）2009年9月
- ハルベリープロデュース「超恋愛」夏木葉子役（作・演出：いずみよしはる）2009年12月
- HYBRID PROJECT「独りの国のアリス」あひる役（作：高泉淳子、演出：佐藤信也）2010年2月
- 不消者プロデュース「帝銀事件の頃」逸子役（作：有本貴博、脚色・演出：和田小太郎）2010年4月
- 劇団金子プロデュース「喝采に笑うダリア」ヒロイン：井出村えみり役（作：金子寛幸、演出：西永貴文）2010年10月
- HIBRID PROJECTvol.4「FILM STAR」貝塚シジミ役（作：毛利亘宏、演出：佐藤信也）2011年3月
- HIBRID PROJECTvol.4.5「FILM STAR」貝塚シジミ役　（作：毛利亘宏、演出：佐藤信也）2011年9月

### CM
- キリンフリー
- au Windows Phone
- ハードオフコーポレーション OFF・HOUSE編

### VP
- 明治乳業「明治ほほえみらくらくキューブ」